# Proekt
Proekt（直译：项目）是一个专注于调查报导的俄罗斯独立媒体。2021年，Proekt以Agentstvo（直译：代理）的名称重新启动，但在2022年恢复为原名，而Agentstvo变为了新的网站。2021年7月15日，俄罗斯当局查禁了Proekt，并将其中五名记者列为外国代理人。Proekt成为第一家在俄罗斯被列为“不受欢迎组织”的新闻媒体。这一指定禁止该组织在俄罗斯领土上开展活动，并规定对任何支持该组织的人实施制裁。总编辑羅曼·巴達寧称当局的决定是对他们最好的认可。《美杜莎報》的记者阿列克謝·科瓦列夫认为这一禁令颁布的原因是该媒体对克里姆林宫高级官员的报道。俄罗斯记者安德烈·科列斯尼科夫认为，对Proekt的做法是给其它新闻媒体的警告：“看下我们能做些什么，守点规矩”。2023年6月2日，俄罗斯司法部将Proekt和该媒体多名记者加入外国代理人名单。